# Schoenoplectiella reducta
Schoenoplectiella reducta är en halvgräsart som först beskrevs av Henri Chermezon, och fick sitt nu gällande namn av Kaare Arnstein Lye. Schoenoplectiella reducta ingår i släktet Schoenoplectiella och familjen halvgräs. Inga underarter finns listade i Catalogue of Life.